# Fred Bianconi
Pour les articles homonymes, voir Bianconi.
Fred Bianconi est un acteur français né en 1966 à Toulon (Var).

## Biographie
Fred Bianconi naît en 1966 à Toulon (Var). Formé au cours Périmony, Fred Bianconi se révèle au grand public en 2005 avec la série Engrenages sur Canal+ où il interprète un policier honnête et droit (7 saisons - 12 épisodes). Depuis 2018, il incarne Virgile, un père de famille torturé et attachant, un peu voyou sur les bords, dans la série Un si grand soleil sur France 2. Au théâtre, il est régulièrement sur les planches avec ses "frères de scènes", Les Darons.

## Filmographie sélective

### Acteur
- 1998 : Trois saisons d'Edwin Baily : Jeannot
- 1998 : Au Cœur de la Loi de Denis Malleval : Lieutenant Michelet
- 2000 : Joséphine, ange gardien de Denis Malleval : Dr. Monnier (saison 4, épisode 4 : Pour l'amour d'un ange)
- 2000 : Bella Ciao de Stéphane Giusti : Marcel (film)
- 2001 : Julie Lescaut d'Alain Wermus : Jérôme Fortuit (saison 10, épisode 4 : Beauté fatale)
- 2003 : Commissaire Moulin de Jean-Luc Breitenstein : Ronan Perrin

- 2003 : Mortelle conviction de Jean-Teddy Filippe : Lieutenant Verdier
- 2004 : Ils voulaient tuer de Gaulle de Jean-Teddy Filippe : Armand Belvisi
- 2005-2018 : Engrenages : Luc Fromentin
- 2006 : Prête-moi ta main d'Éric Lartigau (film)
- 2007 : Comme deux gouttes d'eau de Stéphane Kurc : Rémy
- 2007 : 48 heures par jour de Catherine Castel : Patrick (film)
- 2007 : Train Hôtel de Lluís Maria Güell : Georges (film)
- 2007 : Mitterrand à Vichy de Serge Moati : André Masson
- 2008 : Merci, les enfants vont bien : Mayan
- 2010 : Les Méchantes de Philippe Monnier
- 2011 : L'Épervier de Stéphane Clavier
- 2011 : Jeanne Devère de Marcel Bluwal
- 2011 : Main basse sur la côte d'Antoine de Caunes
- 2016 : L'Inconnu de Brocéliande de Vincent Giovanni : Éric Jourdain
- 2018 : Le Trait, de Fred Bianconi et Maurice Hermet : Mathieu (court métrage)
- 2018-2023 : Un si grand soleil : Virgile Berville
- 2021-2022 : Sophie Cross de Frank Van Mechelen : Maxime Lecomte
- 2024 : Slow Horses (saison 4)
- Depuis 2022 : En famille : Paul Lebrun
- 2024 : Un Soupçon de Philippe Dajoux : Jérome Delbosc

### Réalisateur
- 2000 : Séquence 27, coréalisé avec Thierry Godard (court métrage)
- 2018 : Le Trait, coréalisé avec Maurice Hermet (court métrage)

## Théâtre
- 1992 : Lève pas l’pied Boris ! d'après Boris Vian, adaptation Fred Bianconi, Théâtre Dejazet, tournée
- 1994-1996 : Les Cosmic, co-écrit avec Fred Bianconi, Point-Virgule, Théâtre Trévise, tournée, Québec
- 1998-2000 : Les Voilà, Café de la Gare, Casino de Paris, Théâtre du Gymnase
- 2012 : Voyage, voyages d'après Laurent Graff, adaptation Fred Bianconi, mise en scène Panchika Velez, Théâtre de la Manufacture des Abbesses
- 2016-2017 : Les Darons de Fred Bianconi, Frédéric Bouraly, Emmanuel Donzella, Luc Sonzogny et Olivier Mag, Le Splendid, Café de la gare

## Distinctions

### Récompenses
- 1995 : prix découverte du festival Juste pour Rire pour Les Cosmic
- Festival Polar de Cognac 2018 : grand prix du Film Court Métrage de Cinéma pour Le Trait[2]

### Décoration
- 2021 :  Chevalier de l'ordre des Arts et des Lettres par Roselyne Bachelot,  ministre de la Culture